# Campionato sloveno di scacchi
Il Campionato sloveno di scacchi (Slovenski šampionat v šahu) si svolge in Slovenia per determinare il campione nazionale di scacchi. Fino al 1990 si è svolto come campionato regionale della Repubblica Socialista Federale di Jugoslavia; in seguito all'indipendenza della Slovenia, dal 1991 si svolge come campionato della Repubblica di Slovenia.
Prima del 1991 il campionato era inteso come qualificazione per il campionato jugoslavo, per cui non tutti i giocatori sloveni più forti vi partecipavano, in quanto spesso erano già qualificati in base al punteggio Elo o per i risultati in altri tornei.

## Albo d'oro

### Campionato sloveno fino al 1990
| Anno | Campionato open             | Campionato femminile      |
| ---- | --------------------------- | ------------------------- |
| 1946 | Milan Germek                | -                         |
| 1947 | Milan Longer                | -                         |
| 1948 | Milan Longer                | Slava Cvenkl              |
| 1949 | -                           | Slava Cvenkl              |
| 1950 | -                           | Majda Kokalj              |
| 1951 | Vasja Pirc                  | Alojzija Pongrac          |
| 1952 | Milan Vidmar, Jr.           | -                         |
| 1953 | Milan Germek Vasja Pirc     | Slava Cvenkl              |
| 1954 | Stojan Puc Cveto Trampuž    | Božena Osterc             |
| 1955 | Zdravko Gabrovšek           | Lojzka Dvoršak            |
| 1956 | Branko Grosek               | Osterc Božena             |
| 1957 | Slavko Krivec               | Herma Svarcer             |
| 1958 | Stojan Puc                  | Majda Struc               |
| 1959 | Bruno Parma                 | Milka Ljiljak             |
| 1960 | Janez Stupica               | Mira Piberl               |
| 1961 | Bruno Parma                 | Mira Piberl               |
| 1962 | Marjan Ankerst              | Mira Piberl               |
| 1963 | Zvone Krzisnik              | Mira Piberl               |
| 1964 | Marjan Ankerst              | Milka Ljiljak             |
| 1965 | Stojan Puc Janez Podkrajšek | Milka Ljiljak             |
| 1966 | Janez Stupica               | Milka Ljiljak             |
| 1967 | Stojan Puc                  | Mira Vospernik            |
| 1968 | Albin Planinc               | Herma Svarcer             |
| 1969 | Rudolf Osterman             | Ana Praznik               |
| 1970 | Vladimir Ivačič             | Brigita Serianz           |
| 1971 | Albin Planinc               | Pavla Košir               |
| 1972 | Janez Barle                 | Ana Praznik               |
| 1973 | Jože Papler                 | Francka Petek             |
| 1974 | Janez Barle                 | Pavla Kosir               |
| 1975 | Ivo Mihevc                  | Herma Svarcer             |
| 1976 | Vladimir Ivačič             | Herma Svarcer             |
| 1977 | Marjan Slak                 | Francka Petek             |
| 1978 | Rok Krzisnik                | Brigita Rakic-Serianc     |
| 1979 | Oskar Orel Darko Steiner    | Nevenka Golc              |
| 1980 | Janez Barle                 | Nevenka Golc              |
| 1981 | Janez Barle                 | Francka Petek             |
| 1982 | Iztok Jelen                 | Mira Vospernik            |
| 1983 | Iztok Jelen                 | Tatjana Vavpotic-Kosanski |
| 1984 | Janez Barle                 | Tatjana Vavpotic-Kosanski |
| 1985 | Leon Gostiša                | Francka Petek             |
| 1986 | Leon Gostiša                | Simona Orel               |
| 1987 | Leon Gostiša                | Tatjana Vavpotic-Kosanski |
| 1988 | Aljoša Grosar               | Simona Orel               |
| 1989 | Damjan Plesec               | Anita Licina              |
| 1990 | Igor Jelen                  | Andreja Erjavec           |

### Campionato della Repubblica di Slovenia

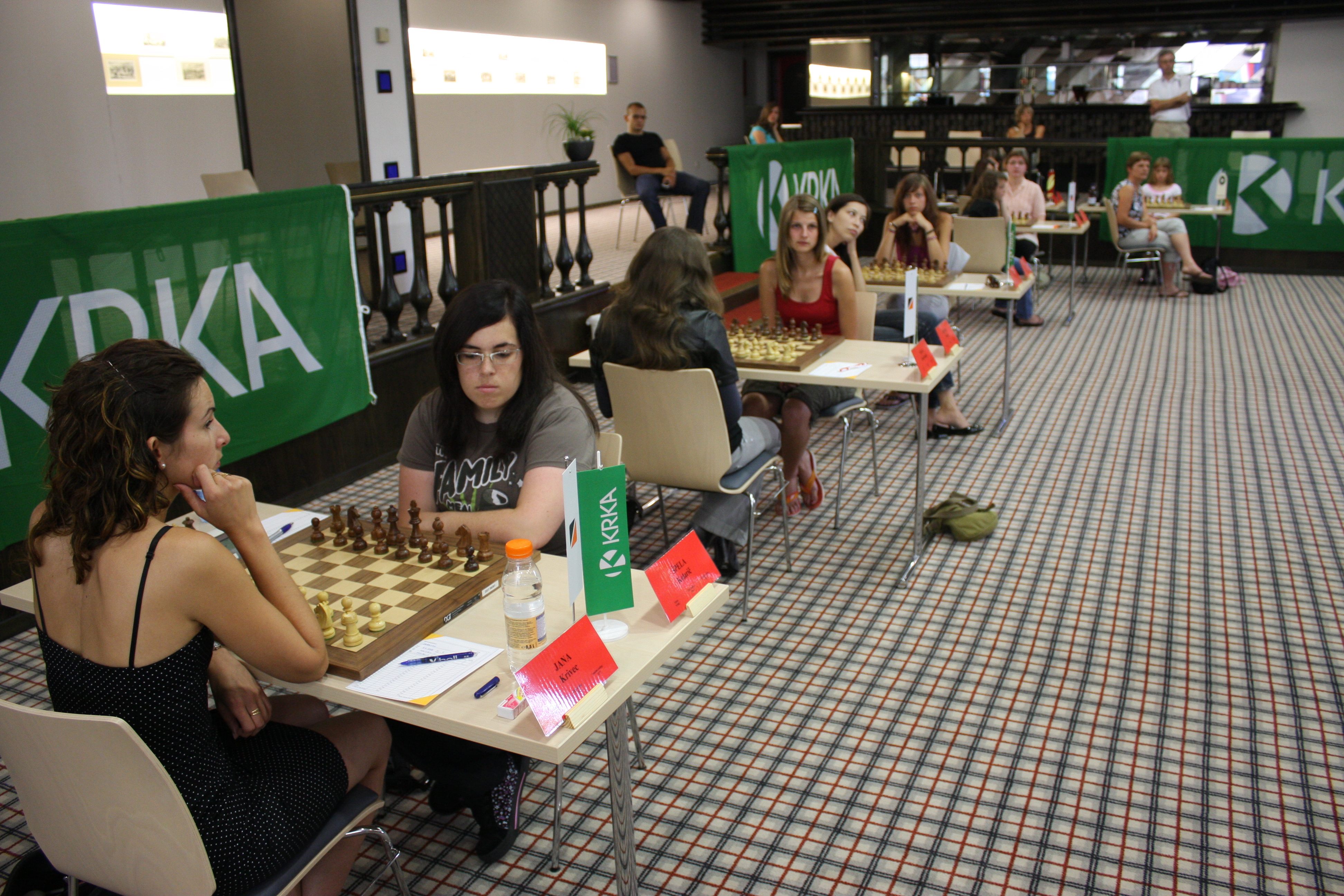
Campionato sloveno del 2009 a Otočec

| Anno | Campionato open     | Campionato femminile |
| ---- | ------------------- | -------------------- |
| 1991 | Aljoša Grosar       | Anita Ličina         |
| 1992 | Leon Gostiša        | Kiti Grosar          |
| 1993 | Dražen Sermek       | Nataša Krmelj        |
| 1994 | Leon Gostiša        | Kiti Grosar          |
| 1995 | Bogdan Podlesnik    | Narcisa Mihevc       |
| 1996 | Alexander Beliavsky | Anita Ličina         |
| 1997 | Marko Tratar        | Jana Krivec          |
| 1998 | Dražen Sermek       | Kiti Grosar          |
| 1999 | Duško Pavasovič     | Narcisa Mihevc-Mohr  |
| 2000 | Primož Šoln         | Jana Krivec          |
| 2001 | Aljoša Grosar       | Darja Kapš           |
| 2002 | Adrian Mihalcisin   | Jana Krivec          |
| 2003 | Jure Borišek        | Jana Krivec          |
| 2004 | Tadej Sakelšek      | Darja Kapš           |
| 2005 | Jure Borišek        | Jana Krivec          |
| 2006 | Duško Pavasovič     | Jana Krivec          |
| 2007 | Duško Pavasovič [1] | Vesna Rožič          |
| 2008 | Luka Lenič [2]      | Ana Srebrnič [3]     |
| 2009 | Luka Lenič [4]      | Jana Krivec          |
| 2010 | Luka Lenič [5]      | Vesna Rožič          |
| 2011 | Alexander Beliavsky | Špela Kolarič        |
| 2012 | Žan Tomazini        | Ana Srebrnič         |
| 2013 | Luka Lenič          | Laura Unuk           |
| 2014 | Matej Šebenik       | Špela Kolarič        |
| 2015 | Marko Tratar [6]    | Ivana Hreščak        |
| 2016 | Žan Tomazini        | Špela Kolarič        |
| 2017 | Jure Škoberne       | Teja Vidic           |
| 2018 | Boris Markoja       | Lara Janželj         |
| 2019 | Boris Markoja       | Monika Rozman        |
| 2020 | Vid Dobrovoljc [7]  | Ivana Hreščak        |
| 2021 | Maj Zirkelbach [8]  | Zala Urh             |
| 2022 | Matej Šebenik       | Petra Kejžar         |
| 2023 | Jure Škorbene       | Barbara Skuhala      |
| 2024 | Jan Šubelj          | Teja Vidic           |

## Campioni sloveni di scacchi per corrispondenza
Nel 1948 la Federazione scacchistica jugoslava istituì il Comitato per gli scacchi per corrispondenza.  Nel 1992 il suddetto Comitato ha aderito alla Federazione Scacchistica Slovena e da allora organizza i propri campionati nazionali con questa modalità, prima per lettera e dal 2004 attraverso il server web.
1. Francek Brglez (1993-1994)
2. Joze Vetrih (1994-1995)
3. Matej Kersic (1995-1996)
4. Peter Kanz (1996-1998)
5. Nessun dato
6. Nessun dato
7. Nessun dato
8. Leon Krjanc (2005-2006)  [9]
9. Aleš Malnar (2006-2008)  [10]
10. Jernej Sivic /2006-2008) [11]
11. Bojan Fajs (2007-2009)   [12]
12. Gergor Vohl (2008-2011)  [13]
13. Milan Horvath (2009-2012) [14]
14. Klemen Sorčnik (2010-2012) [15]
15. Oscar Janežič (2011-2013) [16]
16. Darko Babič (2012-2014)   [17]
17. Marijan Seško (2013-2015) [18]
18. Igor Kos (2014-2016)      [19]
19. Frank Zajšek (2015-2017)  [20]
20. Niko Praznik (2016-2018)  [21]
21. Borut Komarika (2017-2020) [22]
22. Borut Komarika (2018-2020) [23]
23. Borut Komarika -  Ciril Peterc (2019-2020) [24]
24. Janko Potrata (2020-2021)  [25]
25. Andrei Kavic (2021-2023)   [26]
26. Marjan Veček (2022-2024)   [27]